# Primula elongata
Primula elongata är en viveväxtart som beskrevs av David Allan Poe Watt. Primula elongata ingår i släktet vivor, och familjen viveväxter. Utöver nominatformen finns också underarten P. e. barnardoana.